# Pennacchio (decorazione)

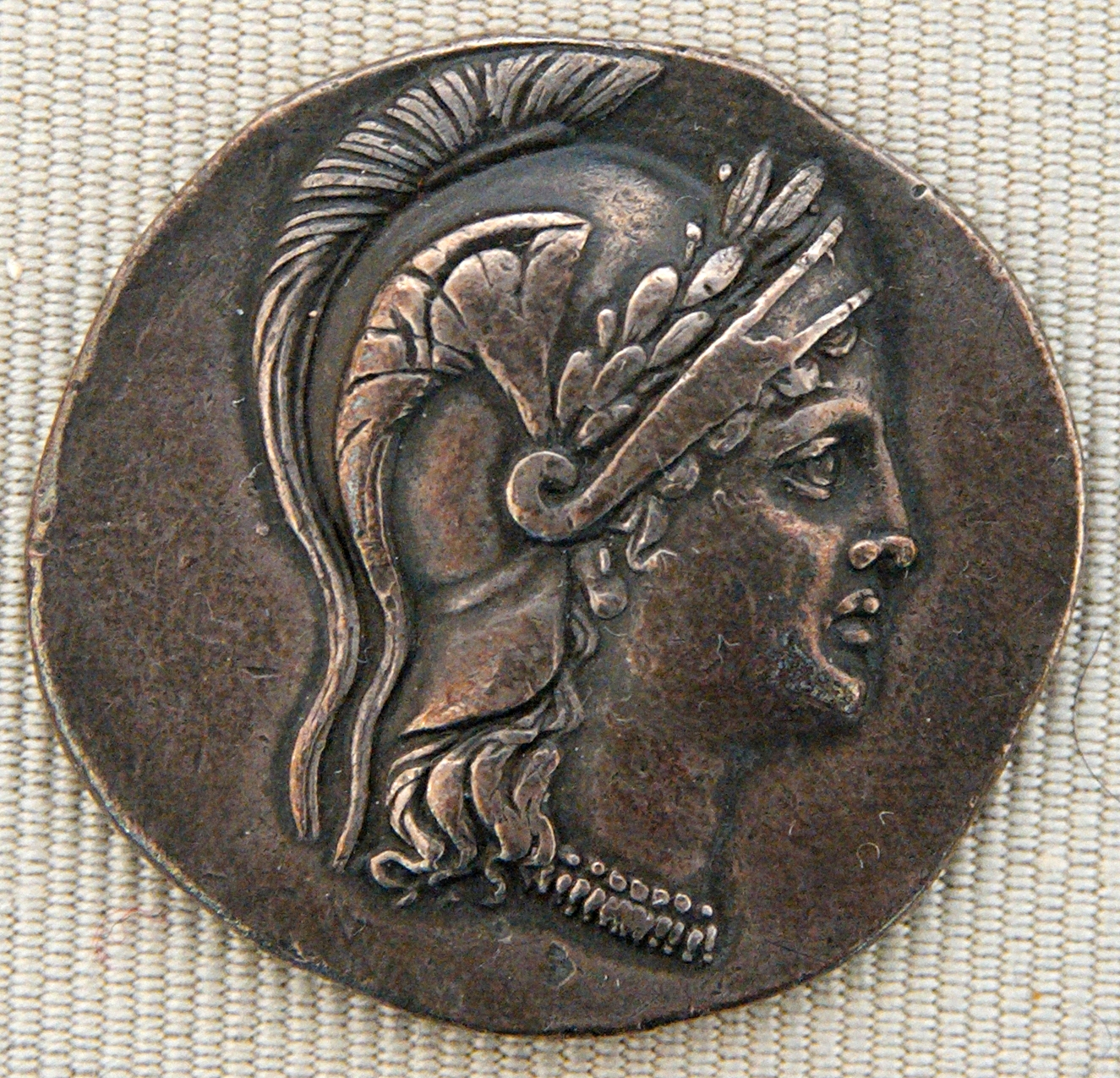
Atena con elmo ornato da pennacchio

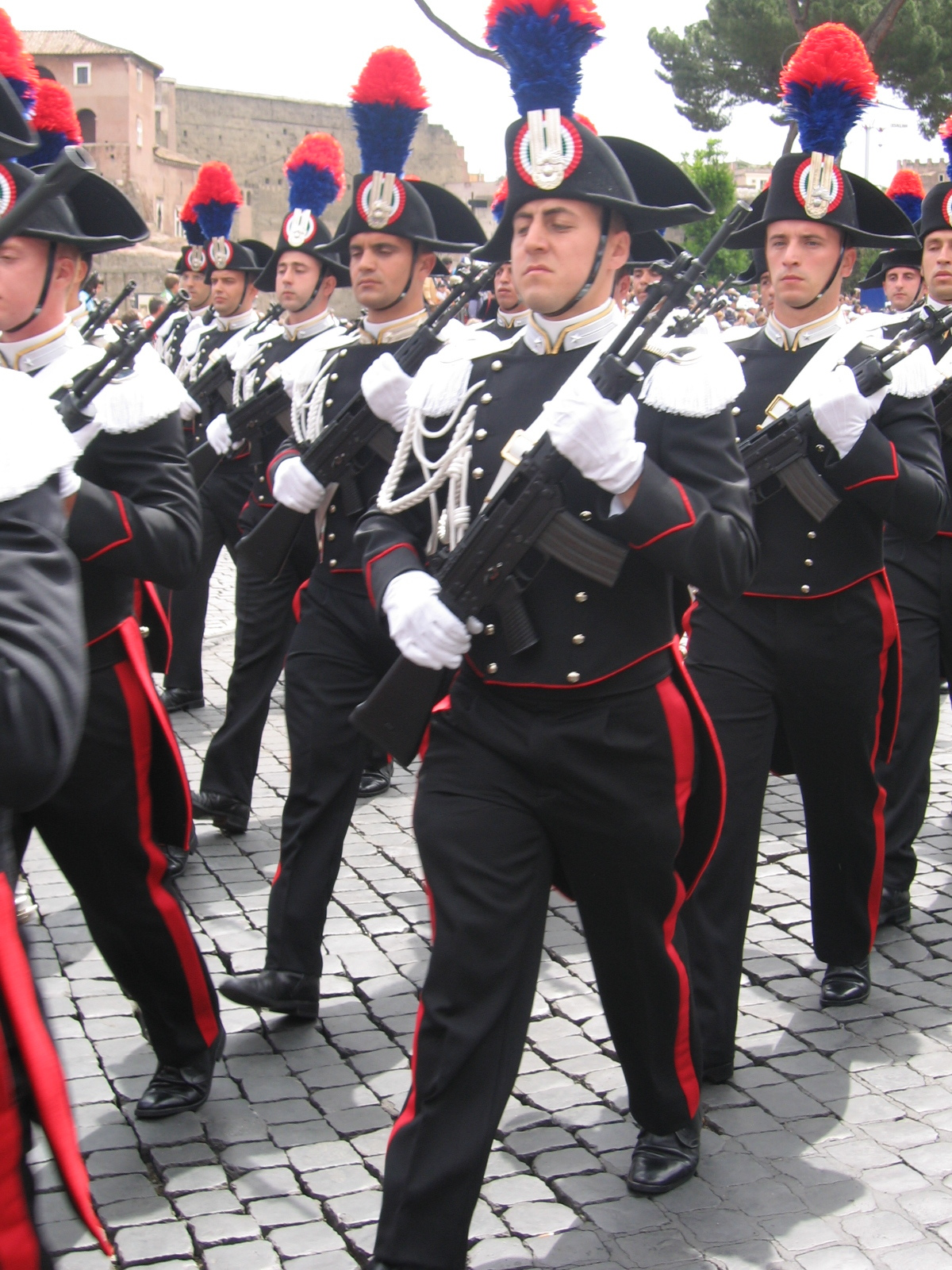
Carabinieri in alta uniforme

Il pennacchio è un tipo di cimiero, composto da un ciuffo di più penne che si porta su un cappello o su un elmo.

## Araldica
- Dal 1833 un pennacchio rosso e blu orna il copricapo usato dai carabinieri in alta uniforme.[1]
- Il pennacchio bianco era il simbolo di Enrico IV, il primo re di Francia del casato dei Borboni.